# Bajka (zenész)
Bajka Pluwatsch (1978. december 25. –) művésznevén Bajka, német költő, énekesnő, zenei producer és dalszerző.

## Életpályája és munkássága
Bajka Indiában született, majd Portugáliában és Dél-Afrikában nevelkedett. Költői munkásságának fő témája az Ázsiához való vonzódása. Közreműködő előadóként többször is szóverseket adott elő, például Bonobóval és a Radio Citizennel közösen, legújabb albumát, a Bajka in Wonderland (Bajka Csodaországban) címűt 2010-ben adta ki a Chinchin Records.
Az utóbbi években a költészettel kevésbé foglalkozik, inkább az énekesi, dalszerzői, produceri tevékenység került előtérbe. Jazz-es, soul-os beütésű énekhangja van, sok chill out és dance műfajú dalban is énekelt.
Jelenleg Németországban, Berlinben él.

## Diszkográfia
- Instinctive Traveler/Dissidenten (CD) (1998)
- Dissidenten Remix.ed (2 CD) (2000-2005)
- Radio Citizen (7"&CD) (2005)
- The Only Religion That I Believe (7") (2005)
- I Can No Poet Be/Love's Serenity (12") (2006)
- Bajka in Wonderland (CD) (2010)
- Escape from Wonderland (CD remix) (2010)

## Közreműködések
- Beanfield - Human Patterns (1999. november) (1 szám)
- Ben Mono - Dual (2003) (4 szám)
- Beanfield - Seek (2004) (2 szám)
- Das Goldene Zeitalter - A Vision / Breakin' Through / Im Würgegriff der schönen Künste (2006) (1 szám)
- Radio Citizen - Berlin Serengeti (2006. szeptember) (6 szám)
- Bonobo - Days to Come (2006. október) (4 szám)
- Bonobo - Nightlite (2007. február) (mind a 4 szám)
- EastEnders - Beyond the Path (2007. október) (1 szám)
- Aaron Jerome - Time to Rearrange (2008. január) (1 szám)
- Protassov - Shalina Music (2008. május) (1 szám)
- Mich Gerber - Wanderer (2008. szeptember) (2 szám)
- Una Mas Trio - Clear as Water (2009. április) (1 szám)
- Sola Rosa - Get It Together (2009. március) (2 szám)
- Ancient Astronauts - We Are to Answer (2009. június) (1 szám)
- Argy - Upon Ourselves (2009) (1 szám)
- Dalindèo - Soundtrack for the Sound Eye (2010. január) (2 szám)
- Radio Utopia - Algebra of Delight (2010) (3 szám)
- Whitefield Brothers - Earthology (2010) (1 szám)
- Radio Citizen – Hope and Despair (2010) (3 szám)
- Pirupa – Trust (2011) (2 szám, 3 remix)
- The Soul Session - One (2012. január) (1 szám)
- Bajka-Just the Truth - Just the Truth (2012. február) (2 szám)
- Recollection-Rejoicer - (2013. május) (3 szám)
- Hunter_Game - The Island EP (2013. július) (1 szám)
- LMNZ - Anders als die Besseren (2013. augusztus) (1 szám)
- Evolve - Deeper than the Sea (2014. január) (1 szám)
- Long Lost Relative - Between Machines and Dreams (2014. február) (1 szám)
- You and the Machines - Drift (2014. február) (1 szám)
- Mark Romboy - Reciprocity (2014. március) (1 szám)
- Kormac - Doorsteps (2014. december) (1 szám)
- Hidden Jazz Quartett - Raw and Cooked (2016. február) (2 szám)